# L'affare Kubinsky
L'affare Kubinsky è una commedia brillante scritta negli anni '20 del XX secolo dagli ungheresi László Fodor e László Lakatos. 
La commedia fu trasmessa dalla Rai il 3 febbraio 1967.

## Trama
Un disoccupato, Gustavo Wiesinger, si intrufola nell'ufficio di Rodolfo Fritsch, un suo amico d'infanzia, che da molti anni lavora in modo pedante, scrupoloso e ordinatissimo come segretario del presidente dell'importante Banca Mitropa.
Gli comunica che, pur senza mai essere stato assunto, ha deciso di iniziare a lavorare per la banca. 
Davanti alle rimostranze dell'esterrefatto Rodolfo, ribatte che l'importante è avere una qualsiasi pratica di cui occuparsi e gli rivela che creerà dal nulla un incartamento da seguire. 
Da un annuario poggiato sulla scrivania dell'amico sceglie a caso l'azienda Kubinsky, una fabbrica di mattoni ormai fallita, convoca, imperturbabile, la signorina Franzi, la dattilografa dell'ufficio segretamente innamorata di Rodolfo, e inizia subito, dopo averla distratta con alcune lusinghe, a dettarle una serie di indefinite lettere commerciali sull'affare Kubinsky da inviare ad alcuni uffici ministeriali e ad altri istituti bancari che ha deciso di coinvolgere nell'inesistente progetto di investimento.
Poco dopo Wiesinger riesce e far firmare le lettere al distratto presidente della banca e conosce la di lui figlia Herta, attiva e vivace, ne cattura l'interesse, riuscendo rapidamente ad instaurare con questa un rapporto fatto di affetto e stima.
In breve Wiesinger assume sempre maggiore rilievo nell'ambito dell'istituto di credito.

## Interpreti
L'opera trasmessa dalla Rai vide fu interpretata da
- Paolo Ferrari: Gustavo Wiesinger
- Gianni Bonagura: Rodolfo Fritsch
- Francesco Mulè: presidente della Banca Mitropa
- Giuliana Lojodice: Herta
- Mario Siletti: Giovanni, commesso della Banca Mitropa
- Gianna Piaz: Franzi
- Armando Bandini: Pietro Kubinsky
- Adolfo Geri: direttore generale della Banca Mitropa
- Enrico Luzi: Nikolitis, procuratore
- Diego Michelotti: Hollmann, procuratore
- Gualtiero Isnenghi: Pertl
- Enrico Ribulsi: il barone Felix Von Fabry